# Giocondo
Fra Giovanni Giocondo, italiensk arkitekt och ingenjör, född omkring 1433 i Verona, död 1519 i Rom, inträdde tidigt i en munkorden (därav namnet Fra), sysselsatte sig med vetenskapliga studier samt vände sig till den bildande konsten, förnämligast arkitekturen, endast på sin lediga tid.
I flera år studerade han i Rom fornlämningar och minnesmärken av alla slag. Återkommen till Verona, byggde han där Palazzo del Consiglio, en elegant tvåvåningsbyggnad, med fina pilastrar och i övre fasaden ornerad med freskoornament. I slutet av 1400-talet kallades han av Ludvig XII till Paris, där han byggde ett par broar över Seine, varjämte han anses ha byggt Cour des comptes och de äldre delarna av slottet i Blois. Kallad till Venedig 1506, byggde han där den berömda Brentakanalen, i hög grad djärv och beundransvärd, varjämte han s.å. utförde Fondaco de tedeschi, tyska köpmännens nederlagshus (nuvarande Dogana eller tullhuset), med pelargård i flera våningar samt ursprungligen dekorerad med fresker av Giorgione och Tizian.
När en eldsvåda 1513 förstört Rialtobron, uppgjorde Giocondo ritningar och planer till en nybyggnad, men en medtävlare vann projektet, och Giocondo lämnade Venedig i förtrytelse för att aldrig mer återvända dit. Sina sista levnadsår tillbragte han i Rom, där han jämte Rafael och Antonio da Sangallo den yngre hade uppdrag att leda utförandet av Peterskyrkan. Giocondo utgav bl.a. en lärd upplaga av Vitruvius (1511) med 130 avbildningar, tillägnad påven Julius II.